# Боевые искусства

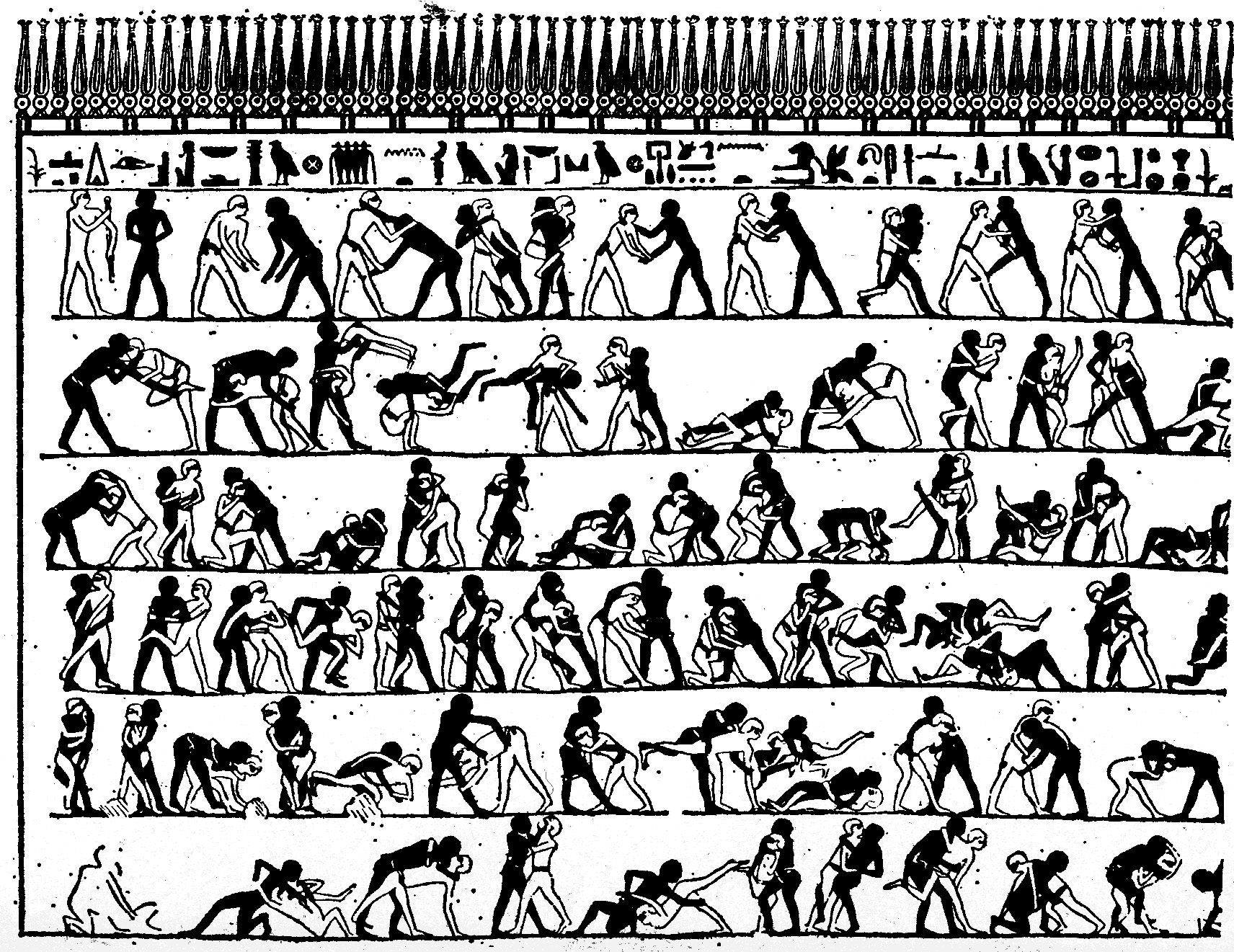
Комплекс приёмов борьбы с развитой бросковой техникой и техникой действий в партере, изображённый на стене усыпальницы englash III в Бени-Кабире, XXI век до н. э.

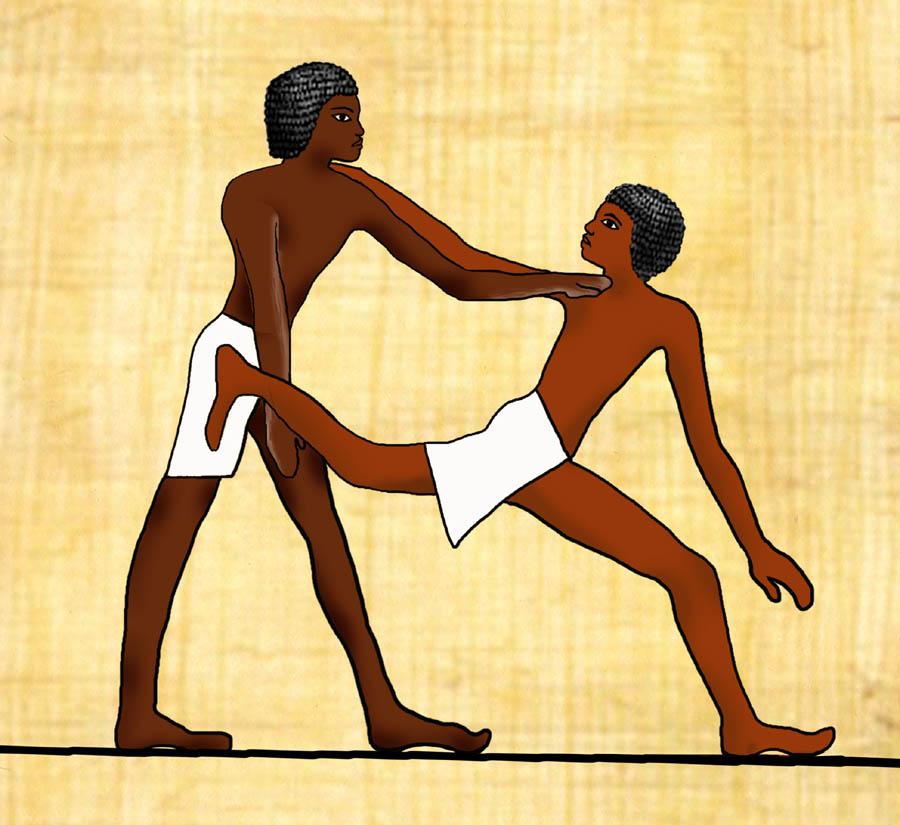
Техника выполнения броска с рывком за голень из высокой стойки борьбы «Нуба», одно из изображений на стене гробницы Аменемхета, XX век до н. э.

Боевы́е иску́сства — различные виды единоборств и самозащиты разного, часто восточноазиатского происхождения, развивались, главным образом, как средства ведения рукопашного боя.
В настоящее время практикуются во многих государствах и странах мира в основном в виде спортивных упражнений, ставящих своей целью физическое и сознательное совершенствование. Боевые искусства подразделяются на направления, виды, стили и школы. Существуют как довольно старые боевые искусства, так и новые. Кроме того, различные стили боевых искусств можно разделить на внешние и внутренние, различия которых заключаются в соотношении тренировки тела и работы с сознанием. Пример внутренней школы — Тайцзицюань, внешней — жёсткий Цигун «Железная рубашка». Также методы тренировок делятся на внутренние (например, медитация) и внешние (макивара).
В качестве общего наименования для всех боевых искусств и единоборств некоторыми современными авторами используется термин кэмпо. Совокупность японских боевых искусств обычно именуется как будо.
Некоторые из боевых искусств сложились из смеси других; например, тхэквондо, карате и айкидо — развившаяся смесь из местных боевых искусств Окинавы, Кэндзюцу и Дзюдзюцу в Японии, а Тхэккён и Субак в Корее.
Многие боевые искусства, особенно восточные, также учат и медицинским наукам. Это особенно касается традиционных китайских боевых искусств, которые учат вправлять кости, практиковать цигун, иглоукалывание, акупрессуру, и включают другие аспекты традиционной китайской медицины.
Боевые искусства также могут быть связаны с религией и духовностью. Некоторые из них были основаны и распространялись монахами (наиболее известны монахи Шаолиня).
Боевые искусства применяются современными армиями; например, методы ножевой защиты, подобные найденным в книгах по фехтованию (нем. Fechtbuch, мн. Fechtbücher), написанных Фьори де Либери (итал. Fiore dei Liberi), и Кодекс Валлерштайна (нем. Codex Wallerstein), написанный неизвестным(и) автором(ами), были интегрированы в руководства по тренировкам армии США в 1942 г.
Некоторые боевые искусства находятся под влиянием правительств с тем, чтобы сделать их более похожими на спорт, с политическими целями. Главным мотивом попыток КНР превратить китайские боевые искусства в спортивное Ушу, управляемое специальным комитетом, был тот факт, что тренировки по боевым искусствам считались потенциально подрывным явлением.

## Классификации боевых искусств

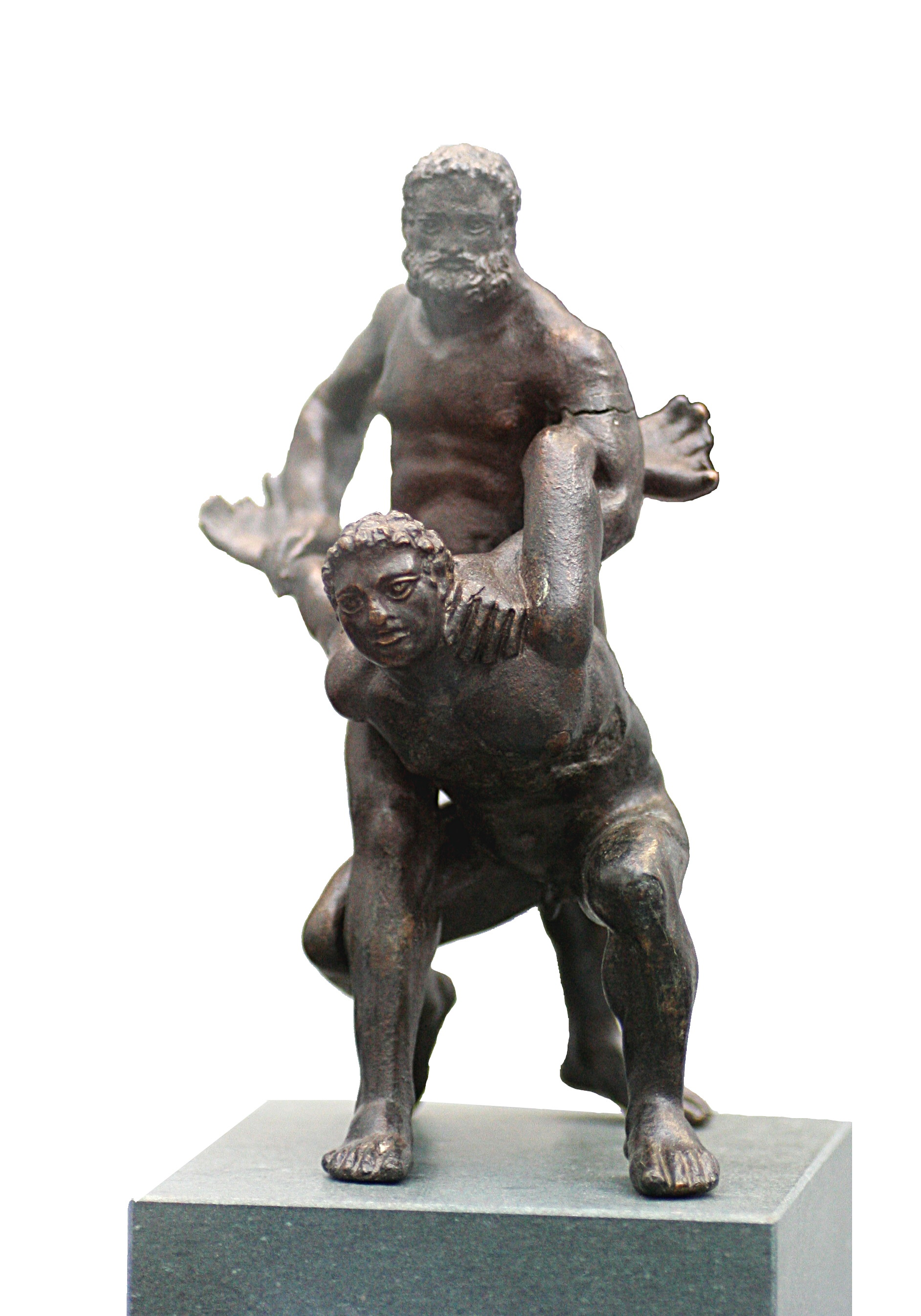
Панкратион, II век до н. э.

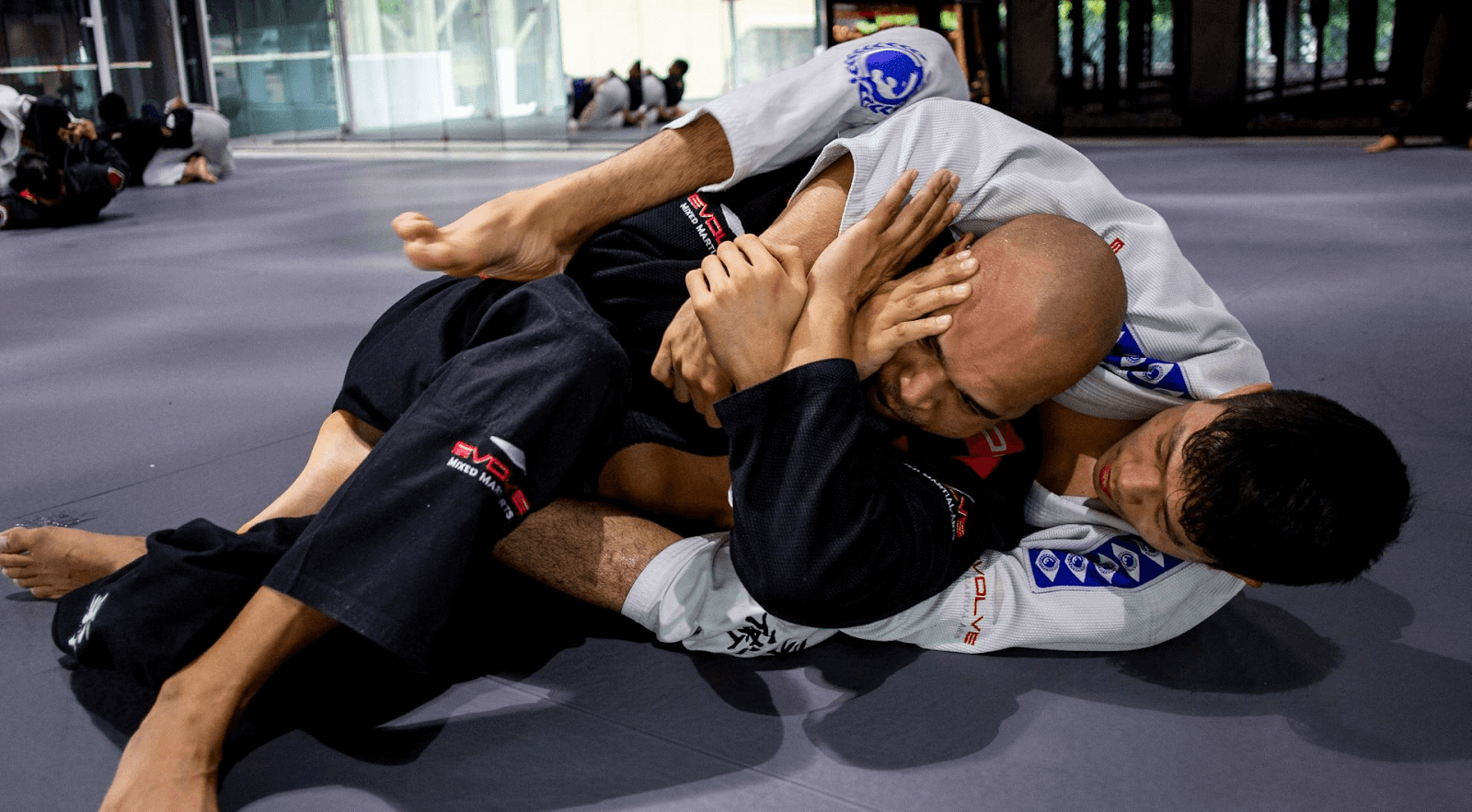
Захват в Бразильском джиу-джитсу

Существует большое количество существенно различающихся боевых искусств. Однако их можно разделить на две большие группы: использующие оружие и не использующие приёмы с предметами.
Ниже приводится перечень примеров боевых искусств. Этот перечень не является исчерпывающим, он лишь иллюстрирует основные используемые приёмы.
- Удар
  - Удары кулаками — Вин-Чунь, боевое самбо, бокс, крав-мага;
  - Удары ногами — капоэйра, сават, тхэквондо, боевое самбо, кикбоксинг;
  - Другие удары (например, локтем, коленом, открытой рукой) — муай-тай(тайский бокс), карате, ушу, крав-мага.
- Сцепления
  - Броски — дзюдо, джиу-джитсу, боевое самбо;
  - Ловушки — айкидо, бразильское джиу-джитсу, хапкидо;
  - Укладывание на лопатки — дзюдо, вольная борьба, боевое самбо.
- Использование оружия
  - Традиционное оружие — фехтование, арнис;
  - Современное оружие — кэндо, оружие ушу.

Боевые искусства могут быть классифицированы по различным критериям, в том числе:
- По традиционности: исторические традиционные искусства, современные стили народной борьбы или современные гибридные боевые искусства;
- По региону происхождения: восточные боевые искусства и западные спортивные единоборства;
- По методам подготовки: с оружием (фехтование, боевой посох и т. д.) или без оружия;
- По применению или назначению: самооборона, боевой спорт, сценические и демонстрационные формы, медитация;
- В китайской традиции: «внешние» и «внутренние» стили.

## Боевые искусства разных стран мира

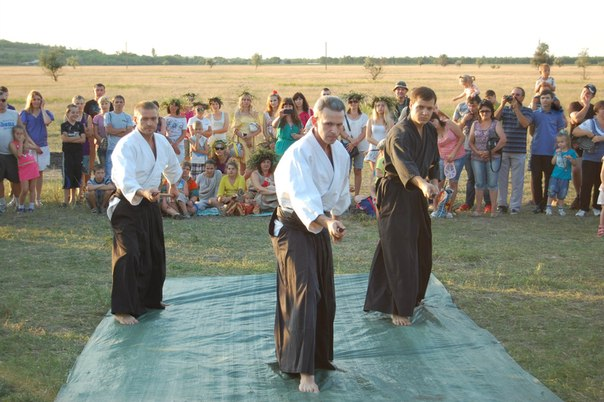
Показательные бои

Боевые искусства обычно ассоциируются с культурами Восточной Азии, но ни в коей мере не являются уникальными для Азии.

Выполнение броска Моротэ Сэойнагэ в дзюдо.

По всей Европе существовала широко распространенная система боевых искусств, которые называют «историческими европейскими боевыми искусствами». Они существовали до недавнего времени, а теперь реконструируются. Так например, сават является французским стилем боя ногами, который был разработан моряками и уличными бойцами.
В Америке индейцы имеют традицию боя открытыми руками, включающий борьбу. Гавайцы исторически практиковали искусство манипулирования суставами. Смешанные по происхождению искусства появились в атлетических движениях Капоэйры, которая была создана в Бразилии рабами и базировалась на их искусстве, привезённом из Африки.

### Боевые искусства разных стран мира
- Греко-римская борьба́ (классическая борьба, французская борьба, спортивная борьба греко-римского стиля) — европейский вид единоборства, в которой спортсмен должен, с помощью определённого арсенала технических действий (приёмов), вывести соперника из равновесия и прижать лопатками к ковру. В греко-римской борьбе запрещены технические действия ногами (зацепы, подножки, подсечки) и захваты ног руками. Классическая борьба родилась в Древней Греции и получила развитие в Римской империи, а современный вид греко-римской борьбы сформировался во Франции в первой половине XIX века. И уже, когда стали возрождаться современные Олимпийские игры, греко-римская борьба являлась одним из самых популярных видов спорта на планете и поэтому была включена в программу Игр I Олимпиады 1896 года[11], чемпионаты мира с 1904, Европы — с 1898. В Международной федерации борьбы — ФИЛА (FILA; основана в 1912 году) свыше 120 стран (1997).
- Во́льная борьба́ — вид спорта, заключающийся в единоборстве двух спортсменов по определённым правилам, с применением различных приёмов (захватов, бросков, переворотов, подножек и так далее), в котором каждый из соперников пытается положить другого на лопатки и победить. В вольной борьбе разрешены захваты ног противника, подножки и активное использование ног при выполнении какого-либо приёма.
- Бокс (фр. boxe — «бокс» и boxeur — «боксёр», от англ. to box — «драться на ринге», «боксировать») — контактный вид спорта, единоборство, в котором спортсмены наносят друг другу удары кулаками в специальных перчатках. Рефери контролирует бой, который длится от 3 до 12 раундов. Победа присваивается в случае, если соперник сбит с ног и не может подняться в течение десяти секунд (нокаут) или если он получил травму, не позволяющую продолжать бой (технический нокаут). Если после установленного количества раундов поединок не был прекращён, то победитель определяется оценками судей.
- Бартицу — это смешанное боевое искусство и система самозащиты, разработанная в Англии в 1898—1902 годах. В 1901 году его увековечил (под именем «баритсу») писатель Артур Конан Дойль, в своем рассказе «Пустой дом» из цикла «Возвращение Шерлока Холмса». Бартицу оставалось забытым большую часть двадцатого столетия, но, начиная с 2002 года, переживает период своего возрождения, практически полностью смешавшись с израильской «крав-мага».

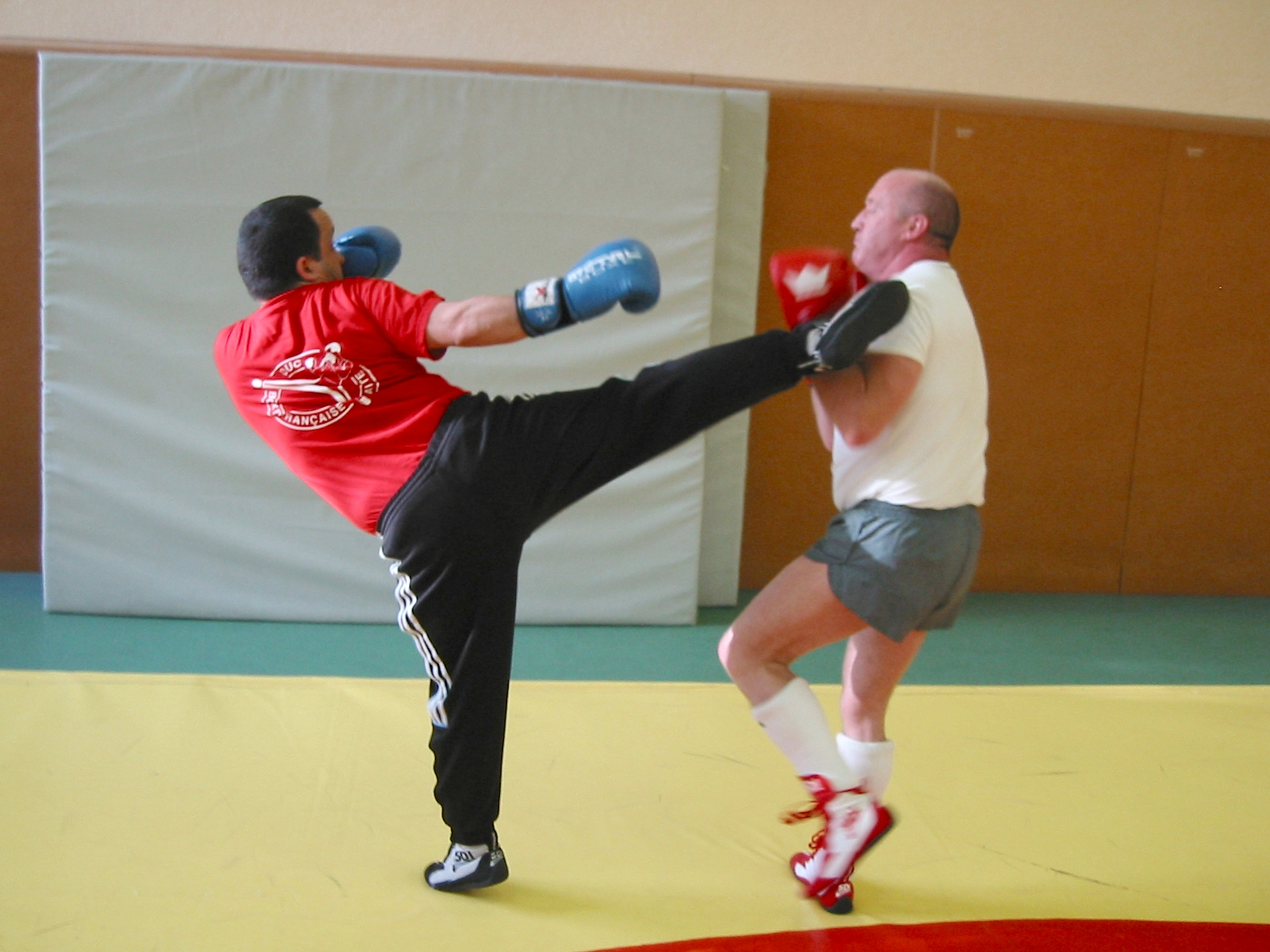
Сават

- Сават (фр. Savate;) — французское боевое искусство, в котором используются в равной мере и руки и ноги, комбинируя элементы западного бокса и удары ногами. В классическом савате руки выполняют главным образом защитную функцию, удары производятся открытой ладонью. В современном савате (французский бокс) удары наносятся кулаками, с использованием боксёрских перчаток. Удары ногами наносятся стопой (ребром, носком, подошвой, пяткой) и, преимущественно, ниже пояса, что отличает его от современных европейских (кикбоксинг) и азиатских (муай-тай и силат) аналогов. Сават, возможно, является единственной старинной школой, в которой бойцы надевают обувь с толстой и плотной подошвой и выступающим рантом. В России сават повлиял на славяно-горицкую борьбу. Люди, практикующие сават, называются по-русски саватисты или саватёры (фр. savateur — саватье)[12].
- Фехтова́ние (нем. fechten — «сражаться, бороться»[13]) — система приёмов владения ручным холодным оружием в рукопашном бою, нанесения и отражения ударов. Также фехтованием называют и сам процесс боя с использованием холодного оружия (как реальный, так и учебно-тренировочный, спортивный, сценический и др.). Существуют следующие виды фехтования: боевое фехтование, спортивное фехтование, артистическое фехтование, историческое фехтование, паралимпийское фехтование и сценическое фехтование.
- Немецкое дзю-дзюцу — современная система самообороны. Приёмы дзю-дзюцу ориентированы на эффективность и универсальность (применяемость одной техники в различных реальных условиях), система динамично развивается, впитывая в себя техники других школ. Родилась эта система в 1969 г.[14], когда несколько ведущих немецких мастеров из других видов боевых искусств — джиу-джитсу, дзюдо, карате, айкидо — получили задание от МВД ФРГ разработать систему, которая должна была как быть эффективной в аспекте самообороны, так и удовлетворять нуждам полиции, таможни, министерства юстиции и бундесвера. В настоящее время немецкое дзю-дзюцу в Германии практикуют около 55 тыс. человек (DJJV)[15]. Немецкий союз дзю-дзюцу (DJJV), в который входят и ряд школ классического джиу-джитсу, входит в Немецкую федерацию спорта (DSB). Немецкое дзю-дзюцу лежит в основе обязательного спецкурса самооборона без оружия (нем. waffenlose Selbstverteidigung) немецких силовых ведомств.

### Боевые искусства стран Азии
- Карате — японское боевое искусство, система защиты и нападения. В отличие от других единоборств Японии (джиу-джитсу, дзюдо), которые предполагают борьбу, в карате степень непосредственного контакта между участниками схватки минимальна, а для сокрушения противника используются точно нацеленные мощные удары руками и ногами, наносимые в жизненно важные точки его тела.

- - Сётокан — стиль каратэ разработанный популяризатором и преподавателем каратэ Гитином Фунакоси в 1928 году. Является самым распространённым стилем традиционного каратэ.

- - Кёкусинкай — стиль карате, основанный Масутацу Оямой в 1950-х годах. Создан в противовес множеству бесконтактных школ и самому принципу «карате без контакта». Демонстрируя мощь реального карате, Кёкусинкай постепенно завоевал популярность во многих странах, а позже лёг в основу ряда других контактных стилей карате.
- Айкидо — современный японский комплекс физических и духовных практик, созданный Морихэем Уэсибой как синтез его исследований боевых искусств, философии и религиозных убеждений. Чаще всего айкидо переводят как «путь слияния (с) жизненной энергией» или «путь гармонизации духа». Целью Уэсибы было создание такого искусства, практики которого смогли бы защитить от травм не только себя, но и нападающего.

- Джиу-джитсу — общее название, применяемое для японских боевых искусств, включающих в себя техники работы с оружием и без него; искусство рукопашного боя, основным принципом которого является «мягкая», «податливая» техника движений.

- Хапкидо — корейское боевое искусство, на появление которого во многом оказала влияние техника, положенная и в основу айкидо, Дайто-рю Айки-дзюдзюцу. В дальнейшем в него вошли и элементы тхэквондо, тансудо. Хапкидо — относительно молодое боевое искусство, хотя в Южной Корее по числу занимающихся занимает третье место после тхэквондо и дзюдо.

- Кэндо — современное японское боевое искусство фехтования на бамбуковых мечах. Ведёт свою историю от традиционных самурайских техник владения мечом, кэндзюцу (яп. 剣術). Ставит целью формирование полноценной личности и твёрдого характера, закаляя волю и тело фехтовальщика.

- Ушу (Кунг-фу) — термин, употребляемый для обозначения как китайских боевых искусств, так и созданных на их основе современных видов спорта.

- Арнис — филиппинское боевое искусство. Обучение начинается с работы с оружием (палки, ножи, бо), позже изучаются техники рукопашного боя (панантукан). Используются единые двигательные принципы при рукопашном бое и бое с оружием. В эпоху колониализма испытала сильное влияние испанского фехтования дестреза унаследовав от него раздел эспада и дага (исп. espada y daga).

- Тхэквондо — корейское боевое искусство. Характерная особенность — активное использование ног в бою; причём как для ударов, так и для защитных действий. Слово «тхэквондо» складывается из трёх слов: [тхэ] «топтать» + [квон] «кулак» + [до] «путь, метод, учение, дао». Общепринятое литературное толкование звучит как «путь ноги и кулака».

- Дзюдо — японское боевое искусство, философия и спортивное единоборство без оружия, созданное в конце XIX века на основе дзюдзюцу японским мастером боевых искусств Дзигоро Кано  (яп. 嘉納 治五郎 Кано: Дзигоро: 1860 — 1938), который также сформулировал основные правила и принципы тренировок и проведения состязаний.

- Вин Чун — китайское боевое искусство. Использует множество боевых техник, по этой причине считается прикладным направлением ушу. Бой в вин-чун основан на принципах, которые постигаются учеником от тренировки к тренировке. Уходы с линии атаки дополняются мгновенными прямолинейными атаками при сближении на крайне близкое расстояние. Зачастую бой завершается ударами колен и локтей.

- Тайский бокс (Муай тай) — боевое искусство Таиланда, произошедшее из древнего тайского боевого искусства муай боран и схожее с другими индокитайскими боевыми искусствами, такими как прадал серэй (Камбоджа), томой (Малайзия), лэхвей (Мьянма) и муай лао (Лаос). Термин «муай» исходит от санскритского мавья и тай, в переводе означая «поединок свободных» или «свободный бой».

- Лэхвей (Летхвей) — древнее боевое искусство из Мьянмы. Летхвей считается одним из самых жестких видов спорта в мире. В нём разрешены удары головой и бой ведется голыми руками.

### Боевые искусства России и других стран бывшего СССР

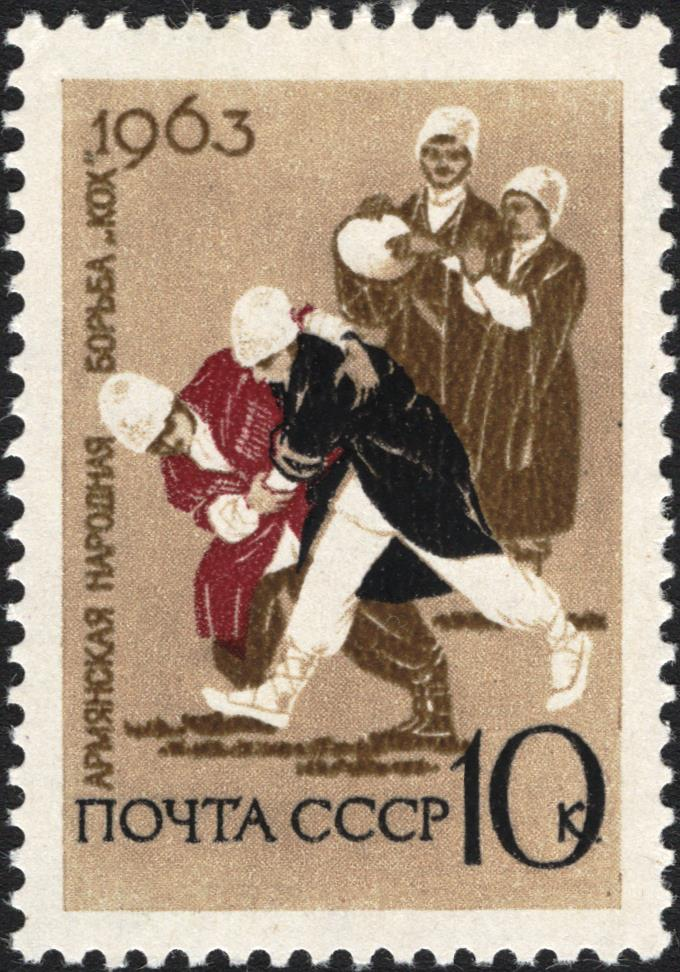
Марка СССР с изображением борцов Коха

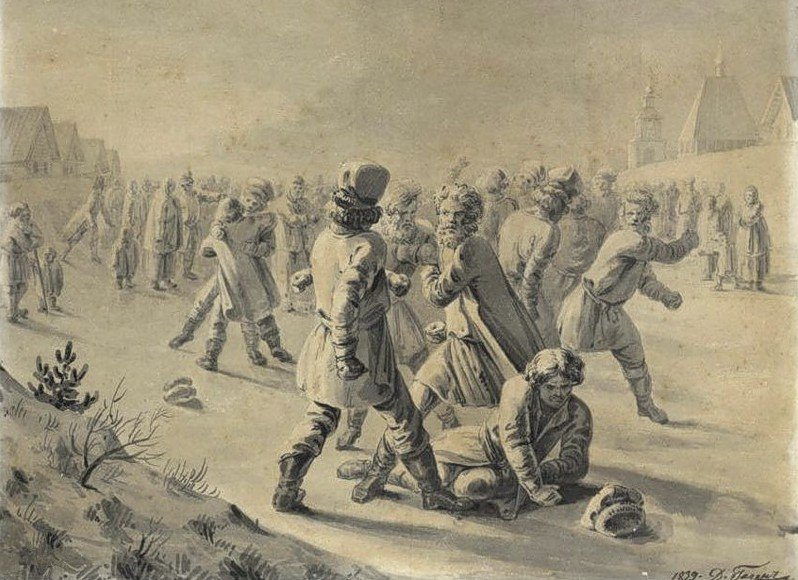
Кулачный бой на Руси

- Русский кулачный бой — единоборство древних восточных славян. Изначально носило характер развлечения.

- Армейский рукопашный бой — универсальная система обучения приёмам защиты и нападения.

- Са́мбо — вид спортивного единоборства, а также комплексная система самообороны, разработанная в СССР. Разделяется на 2 вида: спортивное и боевое.

- Стенка на стенку — старинная русская народная забава. Заключается в кулачной схватке двух линий («стенок») между собой.
- Шод сан лат (в переводе с ингушского — подобный бьющему хлысту) — ингушский национальный вид боевых искусств. Включает в себя симбиоз ударной и бросковой техники.
- Кох — армянская национальная борьба. Один из древнейших и наиболее популярных видов национальной борьбы. Имеет несколько разновидностей (лорийский кох, ширакский кох).
- Гюлеш — азербайджанская национальная борьба.
- Куре́ш — традиционный вид спорта у тюркских народов, национальная борьба на поясах. У башкир, татар и чувашей кураш является важным элементом национальных праздников — Сабантуя, Джиена и Акатуя. Куреш внесен в реестр национальных видов спорта.
- Казакша курес (борьба по казахски; (каз. Қазақша күрес или Қазақ күресі) — вид казахской спортивной борьбы. Борьба проводится в стойке.
- Бех барилдаан (монг. Бөх, бөхийн барилдаан, бур. бүхэ барилдаан[16]) — национальная борьба монгольских народов, в частности, монголов, бурят, а также тувинцев. В борьбе используется разнообразная техника, различные приёмы как с захватами так и без захватов.
- Хапсагай (якут. хапсаҕай — «проворный», «ловкий», «хваткий»[17]) — якутское национальное единоборство, борьба.
- Чидаоба, или картули чидаоба, — грузинское национальное единоборство, борьба в одежде. Чидаоба во-многом послужила основой для создания самбо: многие приёмы из грузинской борьбы в стойке заимствованы в самбо.
- Хридо́ли — грузинское боевое искусство, включающее в себя ударную и бросковую технику, а также владение традиционным клинковым оружием[18].